# Thomas L. Sprague
Pour les articles homonymes, voir Sprague.
Thomas Lamison Sprague, né à Lima le 2 octobre 1894 et mort le 17 septembre 1972 à Chula Vista, est un vice-amiral de la marine américaine et commandant de porte-avions pendant la Seconde Guerre mondiale.

## Début de carrière
Né à Lima, dans l'Ohio, Sprague obtient son diplôme à l'académie navale d'Annapolis en 1917. Pendant la Première Guerre mondiale, de juin 1917 à avril 1918, il sert à bord du croiseur protégé Cleveland affecté aux convois transatlantiques et, après une brève période de service à terre, Sprague participe à la commission officielle du destroyer Montgomery en juillet. Il sert à bord de ce navire qu'il commande de janvier à novembre 1920 au cours duquel il effectue plusieurs patrouilles anti-sous-marine.

## Entre-deux-guerres
Après avoir participé à une formation au pilotage naval à la base aéronavale de Pensacola, Sprague est officier d'état-major de 1921 à 1923 sous le commandement du commandant de la Pacific Air, l'amiral H.V. Butler. En 1926, il est transféré sur le cuirassé Maryland, servant au sein du 1er escadron d'Observation pendant deux ans avant d'être stationné à la base aéronavale de San Diego en 1928.
Entre 1931 et 1936, Sprague est commandant du 6e escadron de reconnaissance, directeur du Laboratoire de moteurs aéronautiques de l’usine Naval Aircraft Factory de Philadelphie et officier de bord à bord du porte-avions Saratoga, avant d’être réaffecté à la base aéronavale de Pensacola en tant que surintendant de la formation aéronavale de 1937 à 1940.

## Seconde Guerre mondiale
En tant que cadre à bord du porte-avions Ranger, il prend part aux patrouilles de neutralité dans l'Atlantique pendant un an. Sprague assiste ensuite la mise en service du porte-avions d'escorte Charger qu'il commande lors de missions d'entraînement dans la baie de Chesapeake de février à décembre 1942.
Après avoir servi en tant que personnel naval de janvier à juin 1943, Sprague commande le porte-avions Intrepid en août au cours duquel il participe à l'opération Hailstone et au bombardement des îles Marshall lors des deux premiers mois de 1944.
Promu contre-amiral en juin, Sprague commande la 22e division de porte-avions qui couvre l'assaut de Guam de juillet-août et de Morotai en septembre. En tant que commandant du groupe opérationnel (Task Group) 77.4 et de l'unité opérationnelle (Task Unit) 77.4.1 ("Taffy 1") pendant la bataille du golfe de Leyte du 24 au 25 octobre, Sprague commande brièvement des porte-avions d'entraînement du Pacifique, relevant de la 11e division de porte-avions. Il dirige ensuite la 3e division de porte-avions lors de la bataille d'Okinawa d'avril à juin 1945, puis la Task Force 38.1 lors des dernières opérations aériennes contre le Japon avant la fin de la guerre.

## Carrière d'après-guerre et décès
Sprague est nommé chef adjoint, puis chef du Bureau du personnel de la marine en 1946, poste qu'il occupe jusqu'à sa promotion de vice-amiral en août 1949. Nommé commandant de l'armée de l'air de la flotte du Pacifique en octobre, Sprague occupera ce poste jusqu'à sa retraite en avril 1952. Il reprend brièvement du service pour négocier avec le gouvernement des Philippines sur le statut des bases aériennes américaines en 1956.
Sprague décède à Chula Vista, en Californie, le 17 septembre 1972.